# Xã Coolbaugh, Quận Monroe, Pennsylvania
Xã Coolbaugh (tiếng Anh: Coolbaugh Township) là một xã thuộc quận Monroe, tiểu bang Pennsylvania, Hoa Kỳ. Năm 2010, dân số của xã này là 20.564 người.